# Průmyslová společnost a její budoucnost
Průmyslová společnost a její budoucnost je esej amerického ekoteroristy Theodora Kaczynského, též známý jako Unabomber manifest (označení používané FBI). Esej byl publikován 19. září 1995 v The New York Times a The Washington Post.

## Události předcházející vzniku eseje
Theodore Kaczynski se narodil 22. května 1942 v Chicagu, Illinois, do polské rodiny Wandy a Theodora Richarda Kaczynských. Kaczynski byl zázračné dítě. Jeho IQ mělo hodnotu 167, tudíž mu bylo dovoleno přeskočit šestou třídu a zapsat se do sedmé. V 16 letech se dostal na Harvard University. Kaczynski dostudoval Harvard v roce 1962 a následně se zapsal na University of Michigan, kde získal titul PhD. v matematice. V roce 1967 se Kaczynski stal odborným asistentem matematiky na University of California, Berkeley, historicky nejmladším v této akademické hodnosti na univerzitě. Bez vysvětlení odstoupil ze své funkce v roce 1969, ve věku 26 let.
V polovině roku 1971 se Kaczynski přestěhoval k rodičům do Lombardu, Illinois. O dva roky později se přestěhoval do Lincolnu v Montaně, kde vedl jednoduchý život za velmi málo peněz, bez elektřiny a tekoucí vody. Zásadní zlom nastal když do jeho krajiny začal zasahovat průmysl. Na jednom z jeho oblíbených míst v lese chtěly úřady vystavět silnici a přes to se nedokázal přenést. Začal číst knihy o sociologii a politické filozofii, jako například díla Jacquese Ellula s jehož idejemi se ztotožnil. Nakonec dospěl k závěru, že jen násilnými útoky může veřejnosti přinést svoje poselství s nadějí na trvající účinek a upozornit tak na problémy způsobené industriálním systémem.
Kaczynski začal rozesílat bomby v roce 1978, první bomby byly velice primitivní. Během příštích 17 let si začal počínat obratněji a sestrojil bomby, které zabily tři lidi a zranily 23 dalších.

## Vznik a vydání eseje
V roce 1995 Kaczynski rozeslal několik dopisů do médií s nabídkou navrhující, že pokud doslovně vytisknou jeho padesátistránkový esej Průmyslová společnost a její budoucnost, přestane s bombovými útoky. Proběhly diskuze o tom, zdali by měl být dokument zveřejněn, ale Ministerstvo spravedlnosti Spojených států amerických spolu s ředitelem FBI Louisem Freehem a generální prokurátorkou Janet Reno doporučili esej vytisknout z obavy o bezpečnost veřejnosti a v naději, že by čtenáři mohli identifikovat autora. Esej byl nakonec publikován v The New York Times a The Washington Post dne 19. září 1995.

## Obsah eseje
Esej začíná tvrzením "Průmyslová revoluce a její následky jsou pro lidstvo katastrofou." Úvod eseje je věnován psychologii moderního levičáctví, jeho kritice, a definování pojmů jako přesocializace, mocenský proces, náhradní činnosti, s kterými autor dále pracuje. Kaczynski se v eseji snaží vysvětlit dopady industriálně-technologického systému na autonomii jednotlivců a malých skupin a navrhuje revoluci proti tomuto systému. Jako pozitivní ideál navrhuje divokou přírodu, která je nezávislá a prosta lidského zasahování a kontroly.